# Koszuty (powiat średzki)
Koszuty – wieś w Polsce, położona w województwie wielkopolskim, w powiecie średzkim, w gminie Środa Wielkopolska, na Równinie Wrzesińskiej, przy trasie drogi krajowej nr 11. Wieś jest siedzibą sołectwa w którego skład wchodzą również: Brzeziny i Koszuty-Huby.
W latach 1954–1959 wieś należała i była siedzibą władz gromady Koszuty, po jej zniesieniu w gromadzie Środa. W latach 1975–1998 miejscowość należała administracyjnie do województwa poznańskiego.

## Integralne części wsi
| SIMC    | Nazwa        | Rodzaj    |
| ------- | ------------ | --------- |
| 0596961 | Koszuty-Huby | część wsi |

## Historia
Ze wsi Koszuty wywodzi się rodzina Koszutskich herbu Leszczyc; do tej rodziny wieś należała od XIV do początku XVIII wieku. Później Koszuty przeszły w ręce Rekowskich, a w 1875 poprzez ślub Marii Rekowskiej z Witoldem Kosińskim herbu Rawicz, potomkiem generała napoleońskiego Amilkara Kosińskiego w posiadanie Kosińskich. Po bezpotomnej śmierci Marii i Witolda majątek powrócił w 1928 w ręce rodziny Rekowskich. W 1941 Rekowscy (Kazimierz i jego żona Gabriela z Małachowskich) zostali wysiedleni przez Niemców, a Koszuty przekazano pod zarząd niemieckiej rodziny Kottke.
W latach 1971–2005 Koszuty były uznane przez rząd za miejscowość posiadającą warunki do prowadzenia lecznictwa uzdrowiskowego, dzięki czemu mogły być prowadzone tu zakłady lecznictwa.

## Zabytki
Zabytkami we wsi są: 
- Zespół dworski
  - Późnobarokowy dwór parterowy z czterema narożnymi alkierzami i mieszkalnym poddaszem, kryty gontem. Modrzewiowy dwór o konstrukcji szkieletowej wzniesiono w drugiej połowie XVIII wieku (ok. 1760), prawdopodobnie przebudowując wcześniejszą siedzibę Koszuckich z 1567, o czym świadczy inskrypcja na belce. W XIX wieku rozbudowano dwór dodając murowane alkierze frontowe, powiększając alkierze od ogrodu i dodając werandę w elewacji frontowej. W 1902, dzięki kolejnej przebudowie, dwór zyskał piętrowy owalny ryzalit mieszczący salon. Z tych czasów pochodzi też łamany dach czterospadowy (tak zwany dach polski) nad głównym budynkiem (nad alkierzami dach kopulasty). Obecnie jest siedzibą Muzeum Ziemi Średzkiej, prezentującego ekspozycje etnograficzno-historyczne. Także wnętrze niewielkiej siedziby ziemiańskiej w Wielkopolsce oraz wystawa regionalna prezentująca m.in. wybitne postacie związane z ziemią średzką, w tym J. H. Dąbrowskiego[7]. Od 2018 pomnik historii[8].
  - Park,  parku zabudowania gospodarcze, elementy architektury ogrodowej oraz posąg Marii i Witolda Kosińskich.
- Zespół kościoła par. pw. św. Katarzyny i Najświętszego Serca Jezusowego, składający się z kościoła i cmentarza 
  - Neobarokowy kościół z lat 20. XX wieku i pomnik nagrobny pułkownika Michała Kuszela, powstańca listopadowego, który zmarł w Koszutach w 1856. Fundatorem świątyni był Witold Kosiński (jego nagrobek znajduje się w bocznej nawie kościoła)[9].
- Zespół trzech XVIII-wiecznych wiatraków typu koźlak, przeniesionych z Jarosławca, Pałczyna i Pięczkowa[10].

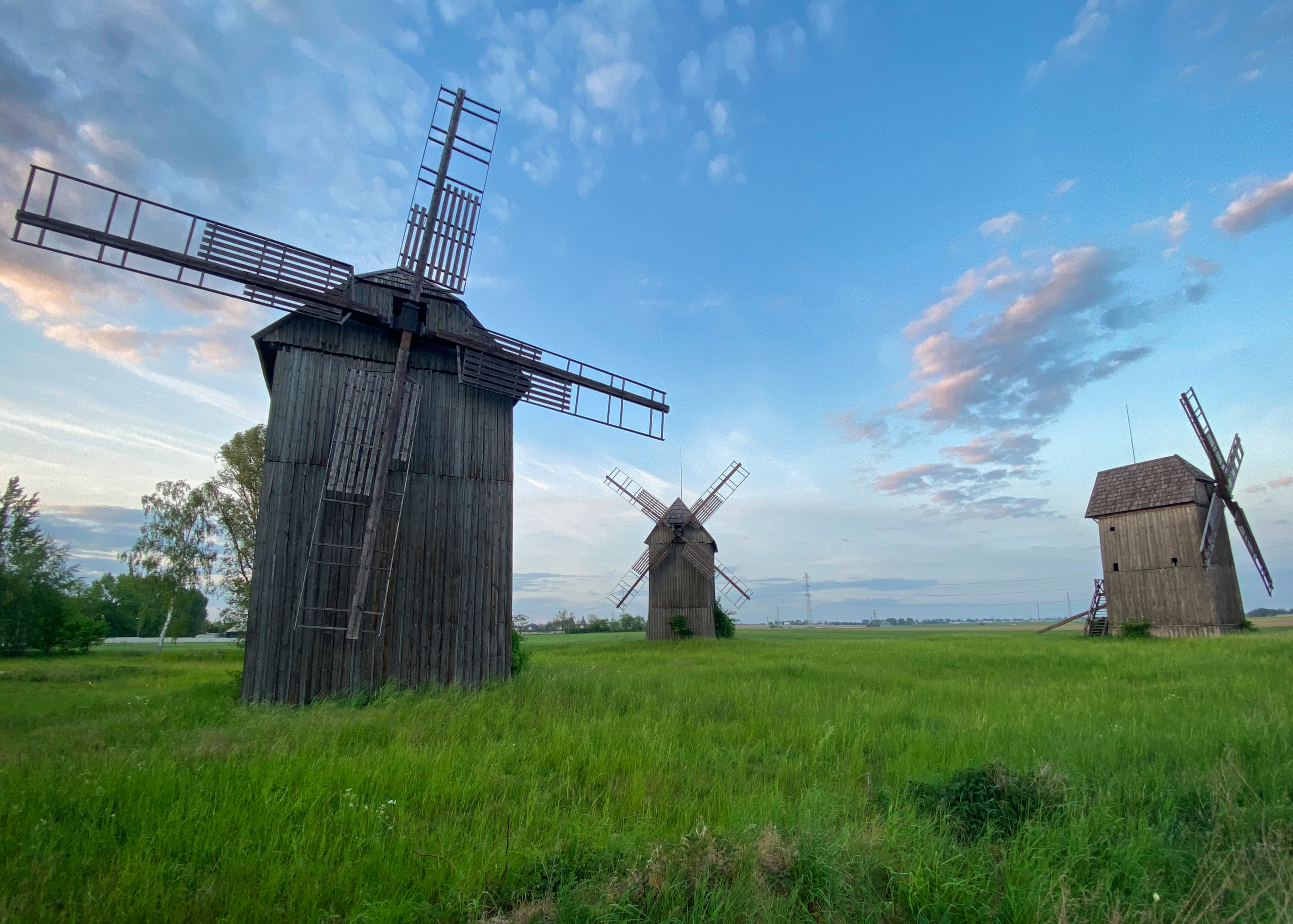
Wiatraki w Koszutach